# Wynn Resorts
Wynn Resorts Limited — американська компанія, засновник та оператор відомих готелів і казино, була заснована 25 жовтня 2002 року колишнім CEO компанії Mirage Resorts — Стівом Вінном.

## Історія
2019-2020 року суттєвого удару по казино компанії завдала пандемія COVID-19. Через закриття закладів на карантин та обмеження в'їзду туристів, компанія повідомила про рекордний збиток у 351,6 млн $ за квітень-червень 2020 року, при цьому за 2019 рік компанія заробила 168,8 млн $. Цей найгірший квартальний показник для всіх шести провідних провайдерів азартних ігор в Макао.
Виручка з казино в Макао, основному напрямку діяльності компанії, за квітень-червень 2020 склала 20,6 млн $, що на 98% менше доходу за аналогічний період 2019-го. Це рекордні збитки компанії з моменту її початку роботи в Гонконзі та Макао 2009 року.

## Власність
| Зображення | Логотип | Назва                                | Місце знаходження       | Дата відкриття |
| ---------- | ------- | ------------------------------------ | ----------------------- | -------------- |
|            |         | Wynn Las Vegas Resort & Country Club | Лас-Вегас-Стріп, Невада | 28 квітня 2005 |
|            |         | Wynn Macau Resort                    | Макао, КНР              | 6 вересня 2006 |
|            |         | Encore at Wynn Las Vegas             | Лас-Вегас-Стріп, Невада | 22 грудня 2008 |
|            |         | Encore at Wynn Macau                 | Макао, КНР              | 21 квітня 2010 |